# Carex neurophora
Carex neurophora är en halvgräsart som beskrevs av Kenneth Kent Mackenzie. Carex neurophora ingår i släktet starrar, och familjen halvgräs. Inga underarter finns listade i Catalogue of Life.